# Eugenia (namn)

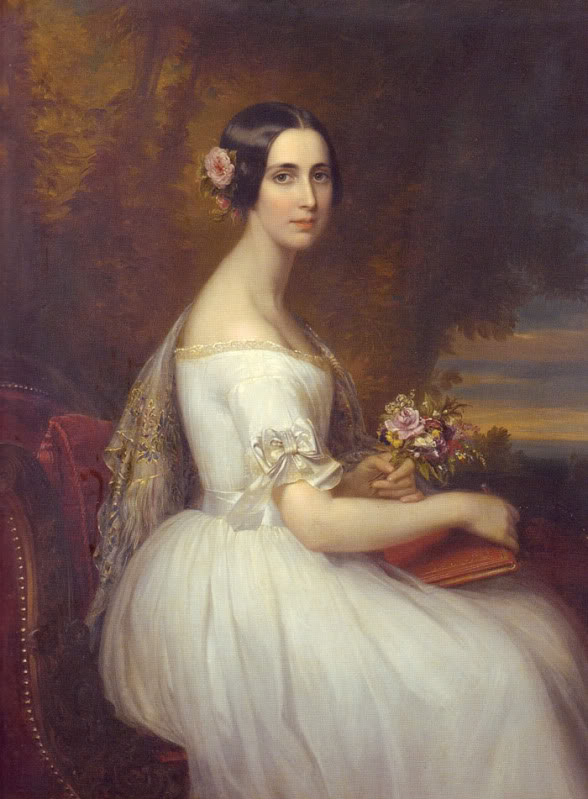
Prinsessan Eugenia

Eugenia är en svensk form av ett ursprungligen grekiskt namn sammansatt av orden ev som betyder väl och genos som betyder stam eller släkte. Det äldsta belägget i Sverige är från år 1766. Den franska varianten av namnet är Eugénie. Den svenska transkriberingen av kyrilliska "Евгения" är Jevgenija. 
Namnet kom in i den svenska almanackan 1812, eftersom det var ett av den blivande drottningen Desiderias förnamn, och blev populärt på 1800-talet, troligtvis för att Oscar I:s dotter hette så.[källa behövs]
Den 31 december 2014 fanns det totalt 2 015 kvinnor folkbokförda i Sverige med namnet Eugenia, varav 232 bar det som tilltalsnamn. Motsvarande siffror för Eugénie/Eugenie var 142 respektive 33.
Namnsdag i Sverige: 5 november, (före 1993: 10 februari). I den finlandssvenska namnsdagslängden har Eugenia namnsdag 16 juni sedan 2005.

## Personer med namnet Eugenia och Eugénie
- Prinsessan Eugenia (även kallad Eugénie), svensk prinsessa, dotter till kung Oskar I, grundade Eugeniahemmet
- Eugenia av Rom (–258), martyr och helgon (italienska: Eugenia di Roma)
- Eugenia (helgon) (Eugénie d'Alsace), elsassisk abbedissa vid klostret Mont Odile
- Eugenie av York, brittisk prinsessa
- Eugenie Beskow-Heerberger, svensk författare
- Eugenia Charles, första kvinnliga premiärministern på Dominica
- Eugénie Claëson, svensk pianist
- Eugenie John, tysk författare
- Eugenia Kisimova, bulgarisk kvinnorättsaktivist.
- Eugénie de Montijo, fransk kejsarinna
- Eugenia Price, amerikansk författare
- Eugenia Roccella, italiensk politiker och journalist
- Eugénie Söderberg, svensk journalist, författare och översättare